# Yên Sở (xã)
Yên Sở là một xã thuộc huyện Hoài Đức, thành phố Hà Nội, Việt Nam. Đây là một xã nằm bên bờ sông Đáy.

## Tên gọi lịch sử
Trước đây xã có tên nôm là Kẻ Giá hay còn gọi là Giá Dừa, Giá Lụa.

## Địa giới hành chính
- Phía Đông giáp xã Sơn Đồng,
- Phía Tây giáp huyện Quốc Oai,
- Phía Nam giáp xã Đắc Sở,
- Phía Bắc giáp xã Cát Quế.

## Dân số
Thời điểm ngày 01/4/2013 là 10.448 người.

## Nghề nghiệp
Chủ yếu là làm mộc, nề và giáo viên, có nghề truyền thống trồng dâu chăn tằm dệt lụa, người dân rất hiếu học.

## Đô thị
Hiện nay trên địa giới của xã đang triển khai dự án khu đô thị mới Yên Phú và An Thịnh.
Yên Sở nằm trong quy hoạch Khu đô thị S2 của Hà Nội. Một số tuyến giao thông chạy qua địa bàn có thể kể đến như đường tỉnh 422, đê tả sông Đáy và dự án đường Liên khu vực 1 nối Đức Thượng - Song Phương, đường Vành đai 4, trục Hồ Tây - Ba Vì, đường nối Vành đai 4 với Mỹ Đình đang được triển khai. Yên Sở đang hoàn thiện cơ sở hạ tầng để đạt tiêu chí trở thành phường.

## Di tích
Xã Yên Sở có Quán Giá là nơi thờ Lý Phục Man hàng năm lễ hội tổ chức vào ngày mùng 10 tháng 3 âm lịch (xem video).